# Euphrasia rectiflora
Euphrasia rectiflora är en snyltrotsväxtart som beskrevs av Francis Whittier Pennell. Euphrasia rectiflora ingår i släktet ögontröster, och familjen snyltrotsväxter. Inga underarter finns listade i Catalogue of Life.